# أسل شرقي
أسل شرقي (الاسم العلمي: Juncus orientalis) نوع نباتي يتبع جنس الأسل وينتمي إلى الفصيلة الأسلية.